# Bab Mahrouk
 (avril 2022).
La mise en forme du texte ne suit pas les recommandations de Wikipédia : il faut le « wikifier ».
Les points d'amélioration suivants sont les cas les plus fréquents. Le détail des points à revoir est peut-être précisé sur la page de discussion.
- Les titres sont pré-formatés par le logiciel. Ils ne sont ni en capitales, ni en gras.
- Le texte ne doit pas être écrit en capitales (les noms de famille non plus), ni en gras, ni en italique, ni en « petit »…
- Le gras n'est utilisé que pour surligner le titre de l'article dans l'introduction, une seule fois.
- L'italique est rarement utilisé : mots en langue étrangère, titres d'œuvres, noms de bateaux, etc.
- Les citations ne sont pas en italique mais en corps de texte normal. Elles sont entourées par des guillemets français : « et ».
- Les listes à puces sont à éviter, des paragraphes rédigés étant largement préférés. Les tableaux sont à réserver à la présentation de données structurées (résultats, etc.).
- Les appels de note de bas de page (petits chiffres en exposant, introduits par l'outil «  Source ») sont à placer entre la fin de phrase et le point final[comme ça].
- Les liens internes (vers d'autres articles de Wikipédia) sont à choisir avec parcimonie. Créez des liens vers des articles approfondissant le sujet. Les termes génériques sans rapport avec le sujet sont à éviter, ainsi que les répétitions de liens vers un même terme.
- Les liens externes sont à placer uniquement dans une section « Liens externes », à la fin de l'article. Ces liens sont à choisir avec parcimonie suivant les règles définies. Si un lien sert de source à l'article, son insertion dans le texte est à faire par les notes de bas de page.
- La présentation des références doit suivre les conventions bibliographiques. Il est recommandé d'utiliser les modèles {{Ouvrage}}, {{Chapitre}}, {{Article}}, {{Lien web}} et/ou {{Bibliographie}}. Le mode d'édition visuel peut mettre en forme automatiquement les références.
- Insérer une infobox (cadre d'informations à droite) n'est pas obligatoire pour parachever la mise en page.

Pour une aide détaillée, merci de consulter Aide:Wikification.
Si vous pensez que ces points ont été résolus, vous pouvez retirer ce bandeau et améliorer la mise en forme d'un autre article.
 (avril 2022).
Bab Mahrouk, également orthographié Bab Mahruq, (en arabe : باب المحروق) est historiquement la principale porte occidentale de la ville de Fès el-Bali, la vieille ville fortifiée de Fès, au Maroc. La porte date de 1204 et est située à l'angle nord-ouest de la place Bou Jeloud, près du bord de la Kasbah An-Nouar . C'était historiquement le point de départ approximatif de la rue principale de la vieille ville, Tala'a Kebira.

## Histoire

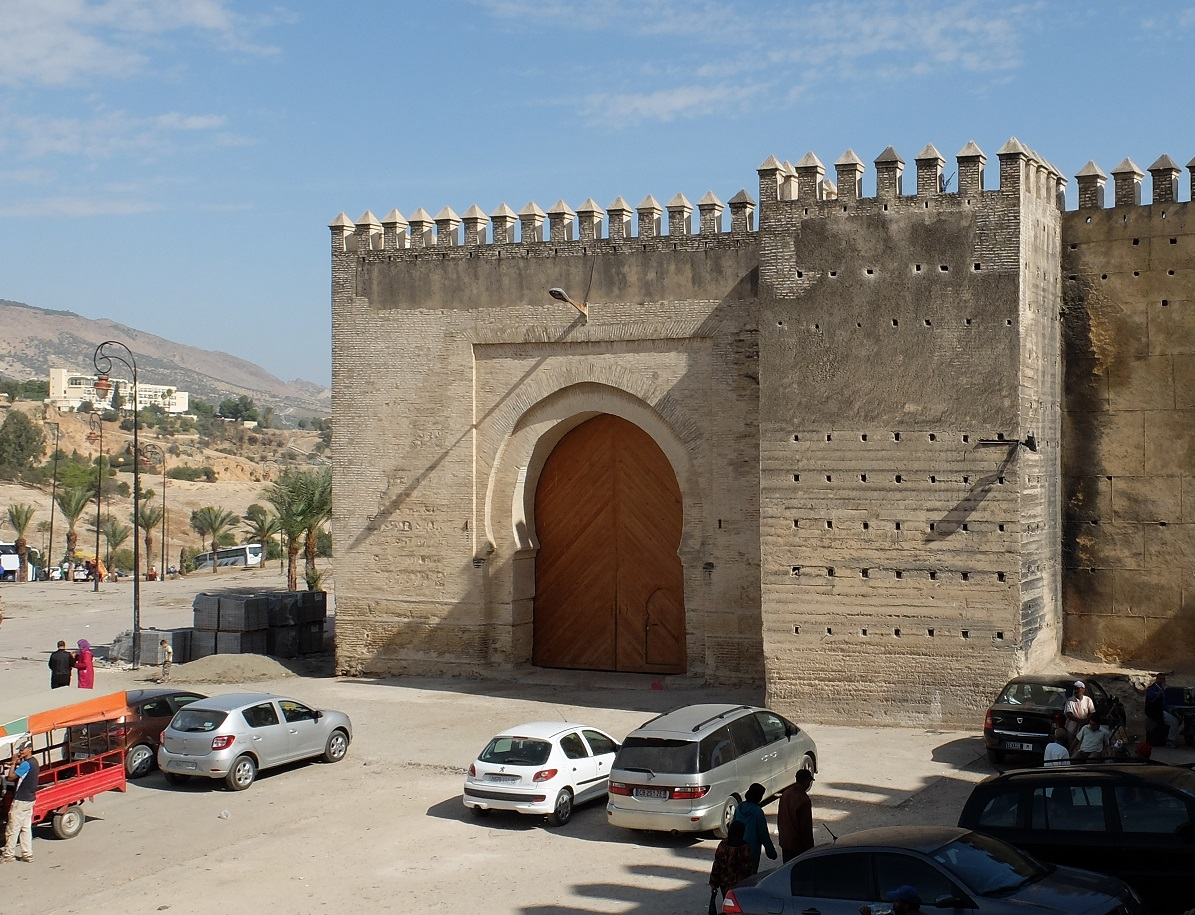
Bab Mahrouk construit en 1204

La porte actuelle a été construite en 1204 par le souverain almohade Muhammad al-Nasir (gouverné de 1199 à 1213), qui a reconstruit les murs de la ville et les fortifications de Fès en général. Il était également connu (peut-être à une période antérieure avant la construction almohade) sous le nom de Bab ash-Shari'a (باب الشريعة signifiant à peu près "Porte de la Justice / Loi"), mais est devenu connu sous le nom de Bab Mahruq ("Porte des Brûlés") après que le corps d'un rebelle Wazzani appelé al-'Ubaydi ait été brûlé ici en 1203-04 (600 AH). Les têtes des rebelles exécutés y étaient accrochées, une pratique qui s'est poursuivie à l'occasion même jusqu'au début du XXe siècle. À certaines occasions, les condamnés ont été pendus par les poignets juste au-dessus du sol pendant une journée entière avant leur exécution. Aujourd'hui, la porte est toujours debout, mais plusieurs autres ouvertures dans le mur ont été créées à proximité pour permettre le passage des véhicules et la circulation régulière.

## Description
Comme beaucoup de portes fortifiées médiévales, la porte a une entrée coudée, entrée de l'ouest, mais tournant à 90 degrés vers le sud. Elle s'ouvre par un grand arc outrepassé ou mauresque, entourée d'une charpente rectangulaire peu profonde (semblable à Bab Mahrouk de l'autre côté de la ville). Une autre ouverture simple dans les murs, insérée ces derniers temps pour une meilleure circulation, se trouve également au sud de la structure de la porte.
À l'ouest de la porte, à l'extérieur des murs de la ville, s'étend le cimetière historique de Bab Mahrouk, l'un des principaux cimetières de la vieille ville. Il comprend le mausolée du savant islamique du XIIe siècle Abu Bakr Ibn al-Arabi. Ibn al-Khatib, un célèbre poète andalou et fonctionnaire de la cour nasride de Grenade, a également été enterré ici après avoir été tué alors qu'il était emprisonné à Fès en 1375.